# Carlos Palenque
Carlos Palenque Avilés (La Paz, 28 de junio de 1944 - ibídem, 8 de marzo de 1997) más conocido como El Compadre, fue un cantante, músico, empresario, presentador de televisión y político boliviano.

## Biografía
Carlos Palenque nació en la ciudad de La Paz el 28 de junio de 1944. En su niñez vivió en el barrio Riosinho, en La Paz, y a sus 12 años trabajó en una empresa embotelladora que funcionaba en la zona. A finales de la  década de 1960, Palenque conformó el grupo musical folklórico Los Caminantes junto a Pepe Murillo y Tito Peñarrieta, años después desempeñó su labor como comunicador social primero en radio Méndez con un programa conocido como La Hora del Chairo
Posteriormente creó el programa radial "Sabor a Tierra" en Radio Illimani y condujo un espacio televisivo llamado "El Hippershow" en el canal estatal. Ambos espacios fueron clausurados por el gobierno de Lidia Gueiler Tejada, lo cual motiva una fuerte reacción popular de respaldo a Palenque. Luego, en 1980, funda su propia radioemisora llamada Metropolitana.
En 1984 contrajo matrimonio con Mónica Medina.
En 1985 funda Televisión Popular, Canal 4 de La Paz, que unido a Radio Metropolitana conformarían posteriormente el Sistema de Radio y Televisión Popular RTP. Condujo su propio programa llamado La Tribuna Libre del Pueblo junto a Remedios Loza y Adolfo Paco, un programa abierto a la participación del público que asistía con demandas, denuncias, propuestas e invitaciones y Palenque mediaba en muchos de los casos para proponer o gestionar la resolución de los temas propuestos.
En junio de 1988 durante el gobierno de Víctor Paz Estenssoro su medio de comunicación es clausurado por un año por la Dirección General de Telecomunicaciones (DGT). El hecho se produce debido a que en una entrevista en vivo, Roberto Suárez Gómez, uno de los narcotraficantes más buscados del país acusa al presidente Víctor Paz Estenssoro de ser el Virrey de la cocaína. Ocho meses después se vuelve a habilitar el medio, debido a la presión popular y porque Palenque, quien ha fundado el partido llamado CONDEPA (Conciencia de Patria), obtiene el cuarto lugar en las preferencias electorales a nivel nacional.

## Carrera política
En las elecciones presidenciales de 1989, CONDEPA logra un impresionante primer lugar en el departamento de La Paz desplazando a otros partidos políticos más antiguos e importantes. Pero su importancia a nivel nacional es muy inferior, teniendo que conformarse Palenque con ser un actor de importancia regional y postergando su accionar a nivel nacional. Los resultados de las elecciones generales de 1989 tienen efecto tanto en el plano comunicacional como en el político de Bolivia. El estilo paternalista y familiar que utilizaba Palenque para acercarse a sus oyentes es el que le da su éxito político posterior. Fijándose en ese éxito, otros medios de Comunicación Social en Bolivia también adoptan el estilo de Palenque. Radio Fides, entre otras, copia el estilo de Palenque dándole buenos resultados de audiencia. Y en la televisión se observa el mismo fenómeno, rompiendo el esquema serio y distante que caracterizaba a los canales de TV de la década de los 80's. Palenque también utiliza sus medios para destruir a sus enemigos mediante duras campañas difamatorias que crean controversia. Sus enfrentamientos con comunicadores como Micky Jiménez y Eduardo Pérez Iribarne son algunos ejemplos de ello.

## Últimos años
En las elecciones municipales de La Paz de 1989 participa contra Ronald McLean Abaroa. A pesar de su victoria en las urnas, el concejo municipal, de acuerdo  a procedimientos del momento, nombra alcalde a MacLean quien logra lso votos de la mayoría de concejales. CONDEPA también gana la alcaldía de la ciudad de El Alto, pero una serie de escándalos de corrupción empañan la imagen del partido. En la siguiente elección, la de 1991, Palenque decide darle la candidatura a Julio Mantilla, quien tiene que competir el puesto al alcalde McLean, sobre quien triunfa.
Uno de los objetivos de Palenque fue llegar al electorado del oriente boliviano, para ello se unió al empresario cruceño Ivo Kuljis con quien trata de ganar las elecciones, colocándolo como su candidato a la vicepresidencia para las elecciones de 1993.
La campaña del Movimiento Nacionalista Revolucionario (MNR) en las Elecciones Generales de 1993 toma muy en cuenta la popularidad de Palenque y utiliza un tono menos formal en su propaganda televisiva, poniendo como abanderado de su campaña a Víctor Hugo Cárdenas, el primer indígena en ser Vicepresidente de Bolivia en agosto de 1993.
Julio Mantilla renuncia a CONDEPA en 1995, teniendo Palenque que buscar a un nuevo candidato a la alcaldía en una de sus plazas fuertes, la ciudad de La Paz. Le da esa responsabilidad a su esposa Mónica Medina, que llega al cargo de alcaldesa.

## Fallecimiento

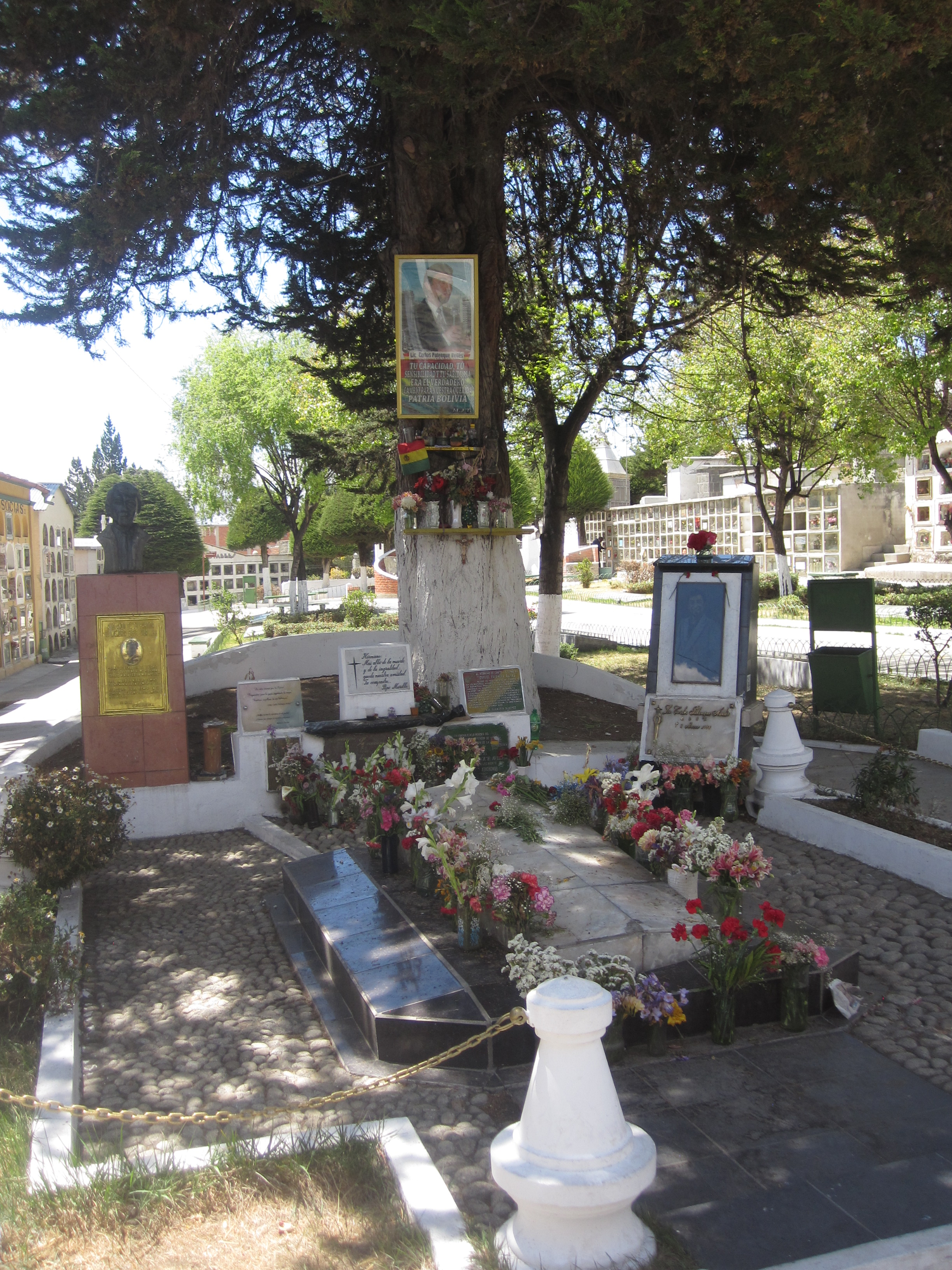
Tumba de Carlos Palenque en el Cementerio General de La Paz

Producto de un infarto cardiaco, Carlos Palenque fallece el 8 de marzo de 1997, el mismo año que postulaba a la presidencia.
Su cuerpo fue velado en la alcaldía de la ciudad de La Paz y la ciudad de El Alto donde gran cantidad de personas fueron a despedirse del Compadre para más tarde acompañarlo, en millares, hasta su última morada en el Cementerio General de La Paz.
Años más tarde el programa de televisión La Tribuna Libre del Pueblo continuó, esta vez con Pepe Murillo y su viuda Mónica Medina, junto a otros integrantes, pero sin Adolfo Paco ni Remedios Loza.

## Legado
La muerte de Palenque significó la pérdida de influencia de CONDEPA en la ciudad de El Alto, e inició su crepúsculo. Luego del fallecimiento del líder nacional, CONDEPA se dividió en dos grupos, uno dirigido por Remedios Loza, y otro por la hija mayor de Palenque, Verónica Palenque. CONDEPA  posteriormente desapareció de la escena política, pero es reconocido como el primer instrumento político que permitió la participación y visibilización de liderazgos indígenas en la política y el poder legislativo.
Entre los seis hijos de Palenque se encuentran comunicadores y políticos.